# Hugo (cocktail)
L'Hugo è un aperitivo leggermente alcoolico, originario dell'Alto Adige, ma diffuso in Triveneto, Austria, Svizzera e Germania, a base di prosecco, sciroppo di fiori di sambuco (o di melissa), seltz (o acqua gassata) e foglie di menta. La sua gradazione alcolica si aggira intorno agli 8°.

## Origini
Come ricostruito dalle riviste Mixology e Der Spiegel, l'Hugo è stato ideato nel 2005 dal barman di Naturno Roland Gruber, come alternativa allo spritz, e si è rapidamente diffuso anche oltre i confini altoatesini. Inizialmente la ricetta prevedeva l'utilizzo dello sciroppo di melissa, poi nella pratica sostituito dallo sciroppo di fiori di sambuco, più facilmente reperibile.
Il nome fu scelto a caso dal suo ideatore: inizialmente aveva pensato a Otto, ma non gli parve adatto.
Un'altra versione fa invece nascere l'hugo alla fine degli anni novanta in un rifugio della Val di Fassa.

## Descrizione e composizione
La ricetta originaria di Gruber prevede:
- 15 cl di prosecco
- 2 cl di sciroppo di melissa
- uno spruzzo di soda
- menta
- per decorare: una fetta di lime

Più diffusa è la variante con lo sciroppo di fiori di sambuco:
- 6 cl (40%) di prosecco
- 6 cl (40%) di seltz
- 3 cl (20%) di sciroppo di fiori di sambuco
- foglie di menta

In entrambi i casi, gli ingredienti vengono versati direttamente nel bicchiere, normalmente un calice, con alcuni cubetti di ghiaccio.